# Тестов, Николай Степанович
Никола́й Степа́нович Те́стов (30 ноября 1909, Тарасовское Раменье, Вологодская губерния — 15 января 1944, Чудновский район, Житомирская область) — командир стрелкового отделения 22-й гвардейской мотострелковой бригады 6-го гвардейского танкового корпуса 3-й гвардейской танковой армии Воронежского фронта, гвардии старшина. Герой Советского Союза.

## Биография
Родился 30 ноября 1909 года в деревне Тарасовское Раменье (ныне Подосиновского района Кировской области) в крестьянской семье. Русский. С 1919 по 1921 год учился в Подосиновском начальном училище. В 1921 году, лишившись отца, начал трудовую деятельность. С момента организации колхоза работал счетоводом, бригадиром, заместителем председателя колхоза. В 1938—1939 годах — на службе в Подосиновском районном земельном отделе. С конца 1939 года вместе с семьёй жил в Архангельской области, недалеко от города Котласа, где работал на лесоповале и в других промышленных предприятиях.
В 1941 году призван в ряды Красной Армии. В боях Великой Отечественной войны с июня 1941 года. С августа по декабрь 1941 год участвовал в боевых действиях на Ленинградском фронте. Был ранен. После излечения в госпитале назначен командиром отделения по подготовке резерва для фронта. Вернулся на фронт осенью 1943 года. Воевал на Воронежском, 1-м Украинском фронтах. Отличился в боях при форсировании Днепра.
Представлен к награждению званием Героя Советского Союза за мужество и отвагу, проявленные в боях при форсировании Днепра, захвате и удержании плацдарма на его правом берегу. Указом Президиума Верховного Совета СССР «О присвоении звания Героя Советского Союза генералам, офицерскому, сержантскому и рядовому составу Красной Армии» от 10 января 1944 года за «образцовое выполнение боевых заданий командования на фронте борьбы с немецко-фашистскими захватчиками и проявленные при этом отвагу и геройство» удостоен звания Героя Советского Союза.
15 января 1944 года погиб в бою у села Иванполь Чудновского района Житомирской области, где и похоронен.
Награждён орденом Ленина.

## Память
- Именем Н. С. Тестова названа улица в посёлке Подосиновец Кировской области.
- В посёлке Подосиновец установлена мемориальная доска Н. С. Тестову.
- В Подосиновском районе ежегодно проводятся лыжные соревнования на приз имени Н. С. Тестова.